# Upuautemsaf
Sejemra Neferjau Upuautemsaf también conocido como Apuatemsaf, Oupouaout o Wepwawemsaf fue un faraón egipcio del segundo período intermedio. De acuerdo con los egiptólogos Kim Ryholt y Darell Baker, fue un rey de la Dinastía de Abidos, aunque dejan su lugar dentro de la dinastía sin determinar. Alternativamente, el egiptólogo Jürgen von Beckerath ve a Upuautemsaf como un rey de finales de la dinastía XIII y Marcel Marée propone que fue rey de la dinastía XVI.

## Evidencias

### Estela
El único testimonio contemporáneo del reinado de Upuautemsaf es una estela —erigida como monolito (cenotafio)— "de una excepcionalmente tosca calidad" descubierta en Abidos y ahora en custodia en el Museo Británico (EA 969). La misma, que muestra al rey ante el dios Upuaut, señor de Abidos, fue esculpida en un taller de esa localidad. Otras estelas producidas en este taller pertenecen a los reyes Rahotep y Pantyeny, por lo que el egiptólogo Marcel Marée concluye que estos tres reyes gobernaron muy cercanos en el tiempo. Afirma que la estela de Pantyeny fue realizada por un artista diferente al que esculpió las de Rahotep y Upuautemsaf, que fueron esculpidas por un mismo artesano. Sostiene también que Upuautemsaf reinó inmediatamente después de Rahotep. Marée no asigna una dinastía específica a ninguno de estos reyes, pero llega a la conclusión de que estos gobernaron a finales de la dinastía XVI o al principio de la XVII.

### Grafito
Otro posible testimonio de este rey es un grafito descubierto en la tumba n° 2 en Beni Hasan, cerca de 250 km al norte de Abidos, en el Egipto Medio. El grafito fue tentativamente leído por von Beckerath como "Sejemraneferjau" pero esto permanece como incierto toda vez que el original se ha perdido.

## Dinastía

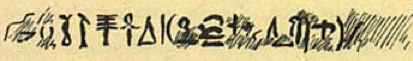
Grafito de Beni Hasan, posiblemente atribuible a Upuautemsaf.

En su estudio del Segundo período intermedio, Kim Ryholt profundiza la idea originalmente propuesta por Detlef Franke de que, con el colapso de la dinastía XIII producido tras la conquista de Menfis por los hicsos, un reino independiente con sede en Abidos se levantó en el Egipto medio. La Dinastía de Abydos designa entonces a un grupo de reyezuelos locales que gobernaron por un breve tiempo en el Egipto central. Ryholt observa que Upuautemsaf se encuentra sólo afirmado en esa región y que su nombre comprende el teofórico que referencia al dios abidense Upuaut. Por lo tanto, concluye que este rey gobernó muy probablemente desde Abidos y que pertenece a su dinastía. Esta conclusión es compartida por Darell Baker pero no por von Beckerath, quien ubica a Upuautemsaf hacia fines de la dinastía XIII.
El egiptólogo Marcel Marée también rechaza la hipótesis de Ryholt y, en su lugar, sostiene que Upuautemsaf es un rey del final de la dinastía XVI. Sin duda, Marée nota que el taller que esculpió la estela de Upuautemsaf es también responsable de la producción de las estelas de Pantyeny y Rahotep, este último frecuentemente asignado al comienzo de la dinastía XVII. A partir de esto, Marée concluye que Rahotep, Pantyeny y Upuautemsaf reinaron muy cercanos en el tiempo. Este razonamiento también descarta la existencia de una Dinastía de Abidos circa de 1650 a. C.

## Titulatura
| Titulatura | Jeroglífico | Transliteración (transcripción) - traducción - (referencias) |

| N5 | sxm | nfr | N28 · Z2 |

| N5 | sxm | nfr | N28 · Z2 |

| N5 | sxm | nfr | N28 · Z2 |

| N5 | sxm | nfr | N28 · Z2 |

| N5 | sxm | nfr | N28 · Z2 |

| N5 | sxm | nfr | N28 · Z2 |

| N5 | sxm | nfr | N28 · Z2 |

| N5 | sxm | nfr | N28 · Z2 |

| N5 | sxm | nfr | N28 · Z2 |

| N5 | sxm | nfr | N28 · Z2 |

| N5 | sxm | nfr | N28 · Z2 |

| N5 | sxm | nfr | N28 · Z2 |

| N5 | sxm | nfr | N28 · Z2 |

| N5 | sxm | nfr | N28 · Z2 |

| N5 | sxm | nfr | N28 · Z2 |

| N5 | sxm | nfr | N28 · Z2 |

| F13 | t | N31 · Z2 | m | V17 | Z1 · f |

| F13 | t | N31 · Z2 | m | V17 | Z1 · f |

| F13 | t | N31 · Z2 | m | V17 | Z1 · f |

| F13 | t | N31 · Z2 | m | V17 | Z1 · f |

| F13 | t | N31 · Z2 | m | V17 | Z1 · f |

| F13 | t | N31 · Z2 | m | V17 | Z1 · f |

| F13 | t | N31 · Z2 | m | V17 | Z1 · f |

| F13 | t | N31 · Z2 | m | V17 | Z1 · f |

| F13 | t | N31 · Z2 | m | V17 | Z1 · f |

| F13 | t | N31 · Z2 | m | V17 | Z1 · f |

| F13 | t | N31 · Z2 | m | V17 | Z1 · f |

| F13 | t | N31 · Z2 | m | V17 | Z1 · f |

| F13 | t | N31 · Z2 | m | V17 | Z1 · f |

| F13 | t | N31 · Z2 | m | V17 | Z1 · f |

| F13 | t | N31 · Z2 | m | V17 | Z1 · f |

| F13 | t | N31 · Z2 | m | V17 | Z1 · f |